# 梅讷维尔
梅讷维尔（法語：Menneville，法語發音：[mɛnvil]）是法国上法蘭西大區加来海峡省的一个市镇，属于滨海布洛涅区。

## 地理
梅讷维尔（50°40'29"N, 1°51'42"E）面积5.27 平方千米，位于法国上法蘭西大區加来海峡省，该省份为法国北部沿海省份，西北濒北海，南至索姆省，东临北部省。
与梅讷维尔接壤的市镇（或旧市镇、城区）包括：塞勒、代夫勒、布农维尔、圣马丹绍凯勒、库尔塞。
梅讷维尔的时区为UTC+01:00、UTC+02:00（夏令时）。

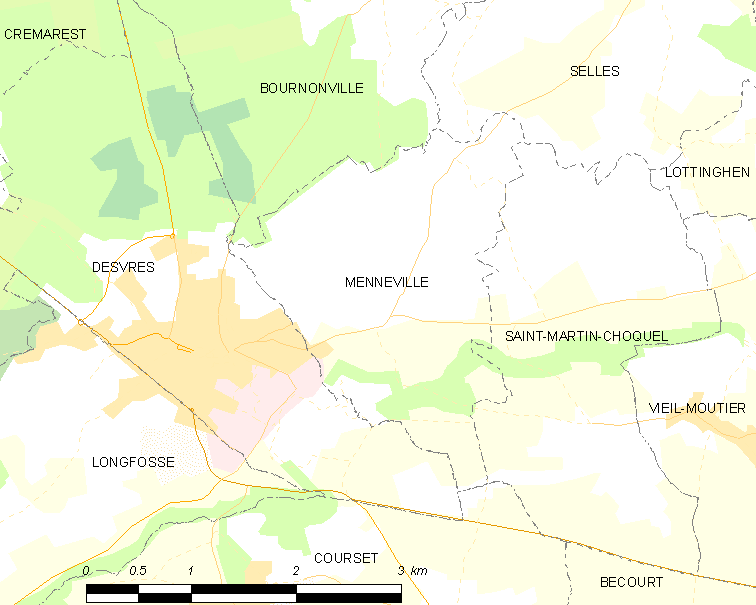
梅讷维尔的OSM定位图

## 行政
梅讷维尔的邮政编码为62240，INSEE市镇编码为62566。

## 政治
梅讷维尔所属的省级选区为代夫勒县。

## 人口

1962-2008年间梅讷维尔人口变化图示

梅讷维尔于2022年1月1日时的人口数量为652人。